# William Rubin
William Stanley Rubin (Brooklyn, 11 de agosto de 1927-Pound Ridge, 22 de enero de 2006) fue un historiador y comisario artístico estadounidense.

## Biografía
Nacido en Brooklyn, Nueva York, era el mayor de tres hermanos. Su padre era comerciante textil y pudo educarse en Fieldston School, donde tuvo como profesor a Victor D'Amico, director educativo del MoMA. Comenzó estudiando Historia del Arte en la Universidad de Columbia, pero fue reclutado para participar en la Segunda Guerra Mundial. Al finalizar el conflicto, permaneció en París, en cuya universidad aprovechó para formarse en Lengua y Literatura italiana y Musicología, puesta la vista en ser director de orquesta, a lo que finalmente no se dedicó. Al volver a Estados Unidos, finalizó sus estudios en Columbia, fue profesor de historia en el Sarah Lawrence College de la Universidad de la Ciudad de Nueva York, editor de Art International y coleccionista de arte de posguerra.
Hombre de personalidad arrogante, comenzó a trabajar para el Museo de Arte Moderno de Nueva York (MoMA) en 1967 para, al cabo de dos años, llegar a director del departamento de Pintura y Escultura del mismo, puesto que ocupó hasta 1988. Exigente con las compras del museo, no obstante también donó al mismo su colección particular de arte, con piezas de Picasso y David Smith, entre otros. Siguió el espíritu del primer director del MOMA, Alfred H. Barr, dotando al arte contemporáneo de su propia personalidad y subrayando «la defensa de la narrativa histórica de la modernidad». De sus adquisiciones a lo largo de los años, sobresalen la de artistas como Picasso, Joan Miró y Matisse así como la expansión de la colección de expresionismo abstracto. Entre las exposiciones de las que fue comisario, destacan la primera, Dada, Surrealism, and Their Heritage (1968), Pablo Picasso: a retrospective (1980), una exposición que llegó a ocupar todas las salas del museo, Picasso and Braque: Pioneering Cubism (1989) y Frank Stella: works from 1970-1987.